# گمینا دوروخوسک
گمینا دوروخوسک (به لهستانی:  Gmina Dorohusk) یک گمینا در لهستان است که در شهرستان خوم واقع شده‌است. گمینا دوروخوسک ۱۹۲٫۴۲ کیلومتر مربع مساحت و ۶٬۹۳۶ نفر جمعیت دارد.